# Fengyang (sockenhuvudort i Kina, Jiangxi Sheng, lat 27,86, long 114,64)
Fengyang är en sockenhuvudort i Kina. Den ligger i provinsen Jiangxi, i den sydöstra delen av landet, omkring 150 kilometer sydväst om provinshuvudstaden Nanchang. Antalet invånare är 18 436. Befolkningen består av 8 564 kvinnor och 9 872 män. Barn under 15 år utgör 19,0 %, vuxna 15-64 år 70 %, och äldre över 65 år 9,0 %.
Runt Fengyang är det ganska tätbefolkat, med 222 invånare per kvadratkilometer. Närmaste större samhälle är Fenyi, 6,1 km söder om Fengyang. I omgivningarna runt Fengyang växer i huvudsak blandskog.
Genomsnittlig årsnederbörd är 2 315 millimeter. Den regnigaste månaden är maj, med i genomsnitt 349 mm nederbörd, och den torraste är oktober, med 28 mm nederbörd.